# Saquisilí
Saquisilí är en ort i Ecuador.   Den ligger i provinsen Cotopaxi, i den centrala delen av landet, 70 km söder om huvudstaden Quito. Saquisilí ligger 2 919 meter över havet och antalet invånare är 3 778.
Terrängen runt Saquisilí är kuperad västerut, men österut är den platt. Runt Saquisilí är det ganska tätbefolkat, med 134 invånare per kvadratkilometer. Närmaste större samhälle är Latacunga, 12,0 km sydost om Saquisilí. Omgivningarna runt Saquisilí är en mosaik av jordbruksmark och naturlig växtlighet.